# Tarik El Taib
Pour les articles homonymes, voir Taib.
Tarik El Taib, également écrit Tareq Al Tayeb, né à Tripoli (Libye) le 28 février 1977, est un footballeur libyen qui joue au poste de milieu de terrain.
Il compte 77 sélections et 23 buts avec la Libye.

## Biographie
Il rejoint le club d'Al Ahly Tripoli dans la catégorie des benjamins en 1988.
Il joue ensuite durant 3 ans au club de Sfax, en Tunisie. Avec le Club sportif sfaxien il remporte une Ligue des champions arabes en 2004.
Puis il part à Gaziantepspor en Turquie, avant de jouer à Al Hilal et Al Shabab Riyad en Arabie Saoudite. 
En 2010, il retourne jouer en faveur de son club formateur, Alahly Tripoli.
En 2011, il s'engage en faveur du club koweïtien d'Al Nasr.
En 2014, il s'engage en faveur du club Qatari Muaither Sports Club.

## Palmarès
- Champion de Libye en 2000 avec Al Ahly Tripoli
- Vainqueur de la Coupe de Libye en 2000 avec Al Ahly Tripoli
- Vainqueur de la Supercoupe de Libye en 2000 avec Al Ahly Tripoli
- Vainqueur de la Ligue des champions arabes en 2004 avec le Club sportif sfaxien
- Vainqueur de la Coupe de Tunisie en 2004 avec le Club sportif sfaxien
- Vainqueur de la Coupe de la Ligue tunisienne en 2003 avec le Club sportif sfaxien
- Champion d'Arabie saoudite en 2008 avec Al Hilal Riyad
- Vainqueur de la Coupe d'Arabie saoudite en 2008 et 2009 avec Al Hilal Riyad